# قره‌داغ بودوق
قره‌داغ بودوق (به لاتین: Qaradağ Buduq)  یک منطقه مسکونی در جمهوری آذربایجان است که در شهرستان خاچماز واقع شده است. قره‌داغ بودوق ۱۷۳۵ نفر جمعیت دارد.